# Leśniak (Góry Kaczawskie)
Leśniak (677 m n.p.m.) – wypiętrzenie zbudowane ze skał przeobrażonych należących do metamorfiku kaczawskiego – zieleńców, w Północnym Grzbiecie Gór Kaczawskich. Rzeźbę szczytu i zboczy urozmaicają liczne skałki o fantazyjnych kształtach np. Czarcia Ambona, Klęśniak, Mszak. Cały masyw jest zalesiony. Poniżej szczytu biegnie znakowany niebiesko Szlak Międzynarodowy E3.